# Hjálmar Jónsson
Pour les articles homonymes, voir Jónsson.
Hjálmar Jónsson est un footballeur islandais, né le 29 juillet 1980 à Egilsstaðir en Islande. Il évolue comme arrière gauche.

## Palmarès
IFK Göteborg
- Champion de Suède (1) : 2007.
- Vainqueur de la Coupe de Suède (1) : 2008, 2012-2013 et 2014-2015.
- Vainqueur de la Supercoupe de Suède (1) : 2008.